# Сахеві
Сахеві (груз. სახევი) — село в Грузії.
За даними перепису населення 2014 року в селі проживає 5 осіб.